# Emil Buchberger
Emil Buchberger (Lebensdaten unbekannt) war ein österreichischer Fußballspieler.

## Karriere
Buchberger gehörte dem SK Admira Wien als Torhüter an und bestritt nach dem Anschluss Österreichs in der Saison 1938/39 der Gauliga Ostmark Punktspiele. In der zehn Mannschaften umfassenden Liga setzte er sich mit seiner Mannschaft als Erstplatzierter durch und nahm somit an der Endrunde um die Deutsche Meisterschaft teil. Der Nationaltorhüter Peter Platzer bestritt in der Endrunde sowohl die sechs Gruppenspiele als auch das Halbfinale. Im Finale am 18. Juni 1939 im Berliner Olympiastadion gegen den FC Schalke 04 stand Buchberger im Tor, die Partie endete für ihn und seine Mannschaft mit der deutlichen 0:9-Niederlage.

## Erfolge
- Zweiter der Deutschen Meisterschaft 1939